# Turner Valley
Turner Valley is een plaats (town) in de Canadese provincie Alberta en telt 2167 inwoners (2011). Turner Valley bevindt zich in Foothills County, een municipal district net ten zuiden van Calgary.
Vroeger was het een plaats die door het Britse Rijk werd gebruikt om olie en aardgas te winnen. Het was gedurende dertig jaar hun belangrijkste bron.

## Geboren
- Dwight Lodeweges, voetbaltrainer